# Souporaba avtomobila
Sòuporába avtomobíla je oblika kratkotrajne izposoje avtomobila, ki ga voznik prevzame in pusti na določenem mestu. Poznamo v Sloveniji že bolj uveljavljeno souporabo koles, kot je npr. Bicikelj v Ljubljani, GO2GO v Novi Gorici ali v malo dugačni obliki Piranko v Piranu.
Glavna prednost sistema souporabe je, da uporabnikom, ki avtomobila ne uporabljajo veliko, ni treba plačevati stroškov za zavarovanje, registracijo in vzdrževanje, ni treba investirati v vozilo, ki z leti izgublja na vrednosti kljub temu, da v veliko primerih avtomobil večino časa stoji parkiran.
Prvo souporabo električnih vozil v Sloveniji pričakujemo v Ljubljani v letu 2016.